# فیلم استگ

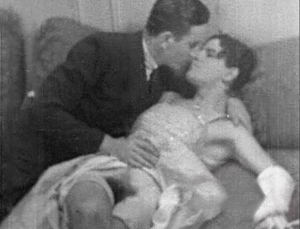
اسکرین‌شات از فیلم از غافلگیری یک شوالیه، فیلمی که بخشی از مجموعه فیلم‌های استَگ تاریخی بایگانی‌شده در «موسسه فیلم کینزی» است.

فیلم استَگ (انگلیسی: Stag film) یا فیلم آبی یا اسموکر نوعی فیلم پورنو است که به‌طور مخفیانه و زیرزمینی در ۶۵ سال نخست قرن بیستم تولید می‌شد. به‌طور معمول، فیلم‌های استَگ دارای ویژگی‌های خاصی بودند. مدت زمان آنها کوتاه بود (حداکثر حدود ۱۲ دقیقه)، صامت بودند، پورنوگرافی هاردکور را به تصویر می‌کشیدند و به دلیل قوانین سانسور به صورت مخفیانه تولید می‌شدند. فیلم‌های استَگ برای تماشاگران مرد در انجمن‌های برادری یا مکان‌های مشابه نمایش داده می‌شد. تماشاگران با رد و بدل کردن شوخی‌های جنسی و دستیابی به برانگیختگی جنسی، بازخورد جمعی قابل توجهی به فیلم نشان دادند. فیلم‌های استَگ همچنین در بسیاری از روسپی‌خانه‌ها نمایش داده می‌شد.
مورخان سینما، فیلم‌های استَگ را یکی از اَشکالِ بدوی سینما می‌دانند، زیرا توسط هنرمندان ناشناس و آماتور تولید می‌شد. امروزه بسیاری از این فیلم‌ها توسط «مؤسسه کینزی» بایگانی و نگهداری می‌شوند. با این حال، اکثر فیلم‌های استَگ در معرض پوسیدگی هستند و هیچ گونه حق تکثیر یا مالک یا تألیف تأیید شده‌ای ندارند و معلوم نیست عوامل سازنده آنچه کسانی بوده‌اند. دوران فیلم‌های حق تکثیر به دلیل آغاز انقلاب جنسی در دهه ۱۹۶۰ در ترکیب با فناوری‌های جدید فیلم‌های خانگی دهه‌های پس از جنگ جهانی اول، مانند فیلم‌های ۱۶ میلی‌متری، ۸ میلی‌متری و فیلم سوپر ۸ به پایان رسید. پژوهشگران مؤسسه کینزی معتقدند که بین سال‌های ۱۹۱۵ تا ۱۹۶۸ حدود ۲٬۰۰۰ فیلم از این گونه تولید شده‌است.
سینمایِ استَگ آمریکا به‌طور کلی ابتدا در اواسط دهه هفتاد مورد توجه پژوهشگران جریان اصلی قرار گرفت، مانند کتاب فیلم‌های کثیف اثر دی لورو و جرالد رابکین (۱۹۷۶)، و اخیراً برخی مورخان فرهنگی فمینیست و گی، مانند «لیندا ویلیامز» در کتاب هاردکور: لذت قدرت هسته اصلی و دیوانگی قابل مشاهده (۱۹۹۹) و کتاب هم‌جنس‌آمیزی در فیلم‌های کلاسیک استَگ آمریکایی: روی پرده، بیرون از پرده اثرِ «توماس وا» (۲۰۰۱).